# Interstate 480 (Nebraska-Iowa)
Pour les articles homonymes, voir Interstate 480.
L'Interstate 480 (I-480) est une autoroute auxiliaire de 4,9 miles (7,9 km) qui relie l'I-80 à centre-ville d'Omaha, dans le Nebraska avec l'I-29 à Council Bluffs, en Iowa.
Le segment de l'I-480 au Nebraska a été nommé la Gerald R. Ford Expressway, d'après l'ancien président natif d'Omaha. Sur son trajet, l'I-480 forme un multiplex avec la US 75 ainsi que la US 6. L'I-480 inclut le Grenville Dodge Memorial Bridge au-dessus de la rivière Missouri.

## Description du tracé

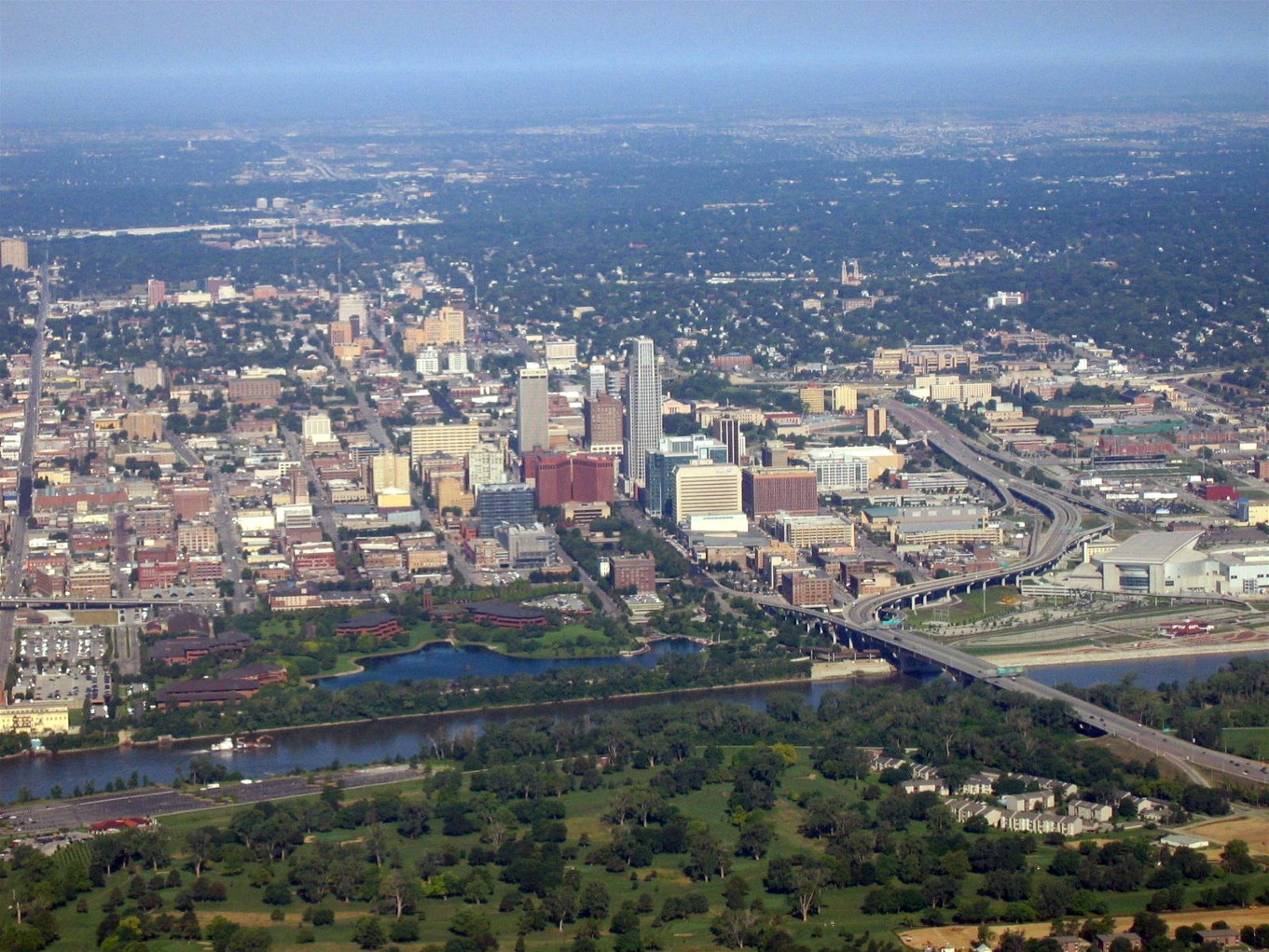
Vue aérienne du centre-ville d'Omaha avec l'I-480 au nord.

L'I-480 débute à un échangeur avec l'I-80 et la US 75. Se dirigeant vers le nord, l'I-480 passe par le quartier de Hanscom Park et le Vinton Street Commercial Historic District. L'autoroute continue au nord où elle passe au-dessus de la US 6. À cet endroit, l'I-480 tourne complètement vers l'est vers Council Bluffs, Iowa. Elle passe par les quartiers NoDo et Downtown Omaha. Plus à l'est, elle traverse la rivière Missouri pour entrer en Iowa. Dès qu'elle entre à Council Bluffs, l'I-480 atteint son terminus nord à la jonction avec l'I-29. La route se poursuit au-delà du terminus sur la US 6.

## Liste des sorties
| Interstate 480                            |                  |      |      |                                                        |                                                                                                 | |
| Comté                                     | Municipalité     | mi   | km   | Sortie                                                 | Intersections / Destinations                                                                    | Notes                                                                                                 |
| Douglas, NE                               | Omaha            | 0,00 | 0,00 | 452C                                                   | US 75 sud (Kennedy Freeway) / I-80 – Offutt AFB, Lincoln, Des Moines                            | Terminus sud du multiplex avec US 75; sortie 452 de l'I-80; la route continue au-delà comme US 75 sud |
| Douglas, NE                               | Omaha            | 0,89 | 1,43 | 1A                                                     | Martha Street                                                                                   | |
| Douglas, NE                               | Omaha            | 1,81 | 2,91 | 1B                                                     | Leavenworth Street                                                                              | Sortie direction nord, entrée direction sud                                                           |
| Douglas, NE                               | Omaha            | 1,89 | 3,04 | 2A                                                     | Harney Street / Dodge Street                                                                    | Pas de sortie en direction sud                                                                        |
| Douglas, NE                               | Omaha            | 2,25 | 3,62 | 2B                                                     | 30th Street / Dodge Street                                                                      | Pas de sortie en direction sud                                                                        |
| Douglas, NE                               | Omaha            | 2,54 | 4,09 | 2C                                                     | US 75 nord (North Freeway) – Université Creighton, CHI Health Center, Ballpark, Aéroport Eppley | Terminus nord du multiplex avec US 75                                                                 |
| Douglas, NE                               | Omaha            | 3,20 | 5,15 | 2D                                                     | 20th Street – Ausitorium / Capitol Avenue                                                       | Sortie direction est seulement                                                                        |
| Douglas, NE                               | Omaha            | 3,20 | 5,15 | 2D                                                     | 17th Street / Chicago Street                                                                    | Entrée direction ouest seulement                                                                      |
| Douglas, NE                               | Omaha            | 3,52 | 5,66 | 3                                                      | 14th Street – CHI Health Center, Ballpark, Old Market District, Université Creighton,           | Pas d'entrée en direction ouest; indiqué sortie 3A en direction est                                   |
| Douglas, NE                               | Omaha            | 3,52 | 5,66 | 3                                                      | 13th Street                                                                                     | Entrée direction ouest seulement                                                                      |
| Douglas, NE                               | Omaha            | 4,00 | 6,44 | 4                                                      | US 6 ouest (Dodge Street) – CHI Health Center, Ballpark, Aéroport Eppley                        | Terminus ouest du multiplex avec US 6; sortie direction ouest seulement                               |
| Douglas, NE                               | Omaha            | 4,00 | 6,44 | 4                                                      | US 6 (Douglas Street)                                                                           | Terminus ouest du multiplex avec US 6; entrée direction est seulement                                 |
| Rivière Missouri                          | Rivière Missouri | 4,23 | 6,81 | Pont Mémorial Grenville Dodge; frontière Nebraska–Iowa | Pont Mémorial Grenville Dodge; frontière Nebraska–Iowa                                          | Pont Mémorial Grenville Dodge; frontière Nebraska–Iowa                                                |
| Rivière Missouri                          | Rivière Missouri | 0,00 | 0,00 | Pont Mémorial Grenville Dodge; frontière Nebraska–Iowa | Pont Mémorial Grenville Dodge; frontière Nebraska–Iowa                                          | Pont Mémorial Grenville Dodge; frontière Nebraska–Iowa                                                |
| Pottawattamie, IA                         | Council Bluffs   | 0,27 | 0,44 | 0                                                      | West Broadway / Riverfront                                                                      | Sortie direction est, entrée direction ouest                                                          |
| Pottawattamie, IA                         | Council Bluffs   | 0,72 | 1,16 | —                                                      | I-29 / US 6 est vers I-80 – Sioux City, Kansas City, Council Bluffs                             | Terminus est du multiplex avec US 6                                                                   |
| - Terminus de multiplex - Accès incomplet |                  |      |      |                                                        |                                                                                                 | |